# Eupithecia alliaria
Euphithecia alliaria es una especie de polilla de la familia Geometridae. La especie fue descrita por primera vez por Otto Staudinger habiendo sido descrita en 1870. El sintipo de la especie fue descrita en Hungría y Francia. Cuenta con dos subespecies: Eupithecia alliaria alliaria y Eupithecia alliaria notata.

## Descripción
Es una polilla mediana con una envergadura de 24 a 28 milímetros (0,9 a 1,1 plg). Los adultos vuelan de mayo a agosto. Las orugas se alimentan de especies de Allium.

## Distribución
E. alliaria se encuentra distribuido desde Francia y la península ibérica hacia el este y hasta el centro-sur de Europa hasta Rusia y la mayor parte de la península balcánica. También se encuentra en el Oriente Próximo y el África del Norte.